# Тьяв, Пап
Пап Буна́ Чао Тьяв (фр. Pape Bouna Thiaw; 5 февраля 1981, Дакар) — сенегальский футболист и тренер. В составе национальной сборной Сенегала участвовал на ЧМ-2002.

## Карьера

### Клубная
Начал свою карьеру на родине в клубе «Йего» из Дакара, после чего перешёл во французский клуб «Сент-Этьен». После короткого промежутка в клубе перешёл в «Делемон». С 2000 по 2001 годы играл в «Истре». Однако следующий сезон провёл в «Лозанне». В 2002 году на полсезона был арендован российским клубом «Динамо» Москва. В 2004 году перешёл в «Алавес», с которым подписал пятилетний контракт. Летом 2009 года подписал контракт с командой «Атлетико Сьюдад», выступающей в третьем по значимости дивизионе первенства Испании.

### В сборной
С 2001 по 2003 годы за национальную сборную Сенегала провёл 16 матчей, в которых забил 5 голов. Участвовал на ЧМ-2002, где сыграл против шведов.

### Тренерская работа
В 2022 году Тиав привел вторую сборную страны (в нее входили игроки из национального чемпионата) к победе в Чемпионате африканских наций в Алжире. В октябре 2024 года стал исполнять обязанности главного тренера сборной Сенегала после увольнения ее многолетнего наставника Алиу Сиссе.

## Личная жизнь
В мае 2008 года сломал нос жене и был приговорён к тюремному заключению на 1 год.

## Достижения

### В качестве игрока
Сборная Сенегала
- Серебряный призёр Кубка африканских наций: 2002.

### В качестве тренера
Сборная Сенегала Б
- Чемпион африканских наций: 2022.